# PLAYZONE2000 THEME PARK
『PLAYZONE2000 THEME PARK』（プレゾン2000テーマパーク）は、2000年8月2日にジャニーズ・エンタテイメントからリリースされた少年隊11枚目のサウンドトラック。
「Shining Days」「限りない思い」、植草「夢をこの手に」、20th Century「Give me a smile」「真夏の夜の永遠」等は未収録のまま。

## 収録曲
1. 楽園の扉 〜メモリアルバージョン〜 - [5:06]
作詞：Platina
作曲・編曲：馬飼野康二
2. 狂いかけた歯車 - [4:45]
作詞：松村豪,HΛL2000
作曲：HΛL2000,飯田建彦
編曲：HΛL2000
東山紀之 ソロ曲
3. FUN DANCE - [3:59]
作詞・作曲：宮下智
編曲：船山基紀
4. Vere bilirim - [4:30]
作詞：夏野芹子　作曲：羽場仁志
編曲：鶴田海生
植草克秀 ソロ曲
5. Never give it up! - [4:49]
作詞：久和カノン　作曲：M Rie
編曲：HΛL2000
6. EL QUILOMBO including EL CHOCLO（Instrumental） - [7:06]
作曲：L.Adrover (EL QUILOMBO), A.Villoldo (EL CHOCLO)
編曲：L.Adrover
7. 巨龍的誕生（ジュー・ロン・ディ・ダンシェン） - [5:02]
作詞・作曲：Little Voice　編曲：HΛL2000
錦織一清 ソロ曲
8. 夜明け - [5:30]
作詞：高須晶子　作曲：Ab:fly
編曲：上杉洋史
植草克秀 ソロ曲
9. 迷い - [4:52]
作詞：高須晶子　作曲・編曲：原一博
錦織一清 ソロ曲
10. 楽園の扉 〜開幕のテーマ〜（Instrumental） - [3:59]
作曲：馬飼野康二　編曲：吉田明彦
11. 幻炎（Instrumental） - [4:38]
作曲・編曲：夏秋文彦
12. めぐりゆく夏 - [5:14]
作詞：Platina　作曲：馬飼野康二
編曲：船山基紀
13. Asian revolution 〜巨龍的誕生〜 - [5:02]
作詞・作曲：Little Voice　編曲：HΛL2000
錦織一清 ソロ曲